# Ranulf
Ranulf je bilo moško ime v stari francoščini in stari okcitanščini. Ranulf je v Anglijo, kjer je še danes uporabljano ime, prišel z normansko osvojitvijo ali pa naj bi ga na Škotsko in v severno Anglijo prinesli skandinavski naseljenci v zgodnjem srednjem veku. Večina osebnosti s tem imenom izvira iz celinske Evrope. Izhaja iz zahodnogermanskega imena Raginulf oziroma Raginolf. To zahodnogermansko osebno ime je sestavljeno iz dveh elementov: prvi, RAGN > ragin, pomeni 'nasvet', 'odločitev'; drugi element, (w)ulf/(w)olf, 'volk'. Morda gre za staronordijsko ime Reginúlfr, ki temelji na staronordijskih variantah 'reginn' in 'úlfr'. Starookcitansko osebno ime Ranulf (Ramnulf, Rannulf) ne vsebuje povsem enakega prvega elementa, temveč 'hram', kratko obliko gotskega hrabns, 'krokar'.

## Znane osebnosti
- Ranulf II. Alifski, alifski grof
- Ranulf II. Akvitanski, poiterski grof in akvitanski vojvoda
- Ranulf de Blondeville, šesti grof chesterski
- Ranulf de Gernon, četrti grof chesterski
- Ranulf de Glanvill, angleški sodnik
- Ranulf Higden, angleški menih in kronist